# 第一米科拉伊夫卡 (库皮扬斯克区)
49°52′43″N 37°26′5″E / 49.87861°N 37.43472°E
第一米科拉伊夫卡（烏克蘭語：Миколаївка Перша）是位於烏克蘭東部的村莊，由哈爾科夫州庫皮揚斯克區的金德拉希夫卡市鎮負責管轄。該村始建於1817年，面積0.16平方公里，海拔高度156米，2001年人口49，人口密度每平方公里312.1人。